# Bulbophyllum hymenochilum
Bulbophyllum hymenochilum là một loài phong lan thuộc chi Bulbophyllum.